# Trio Hellenique

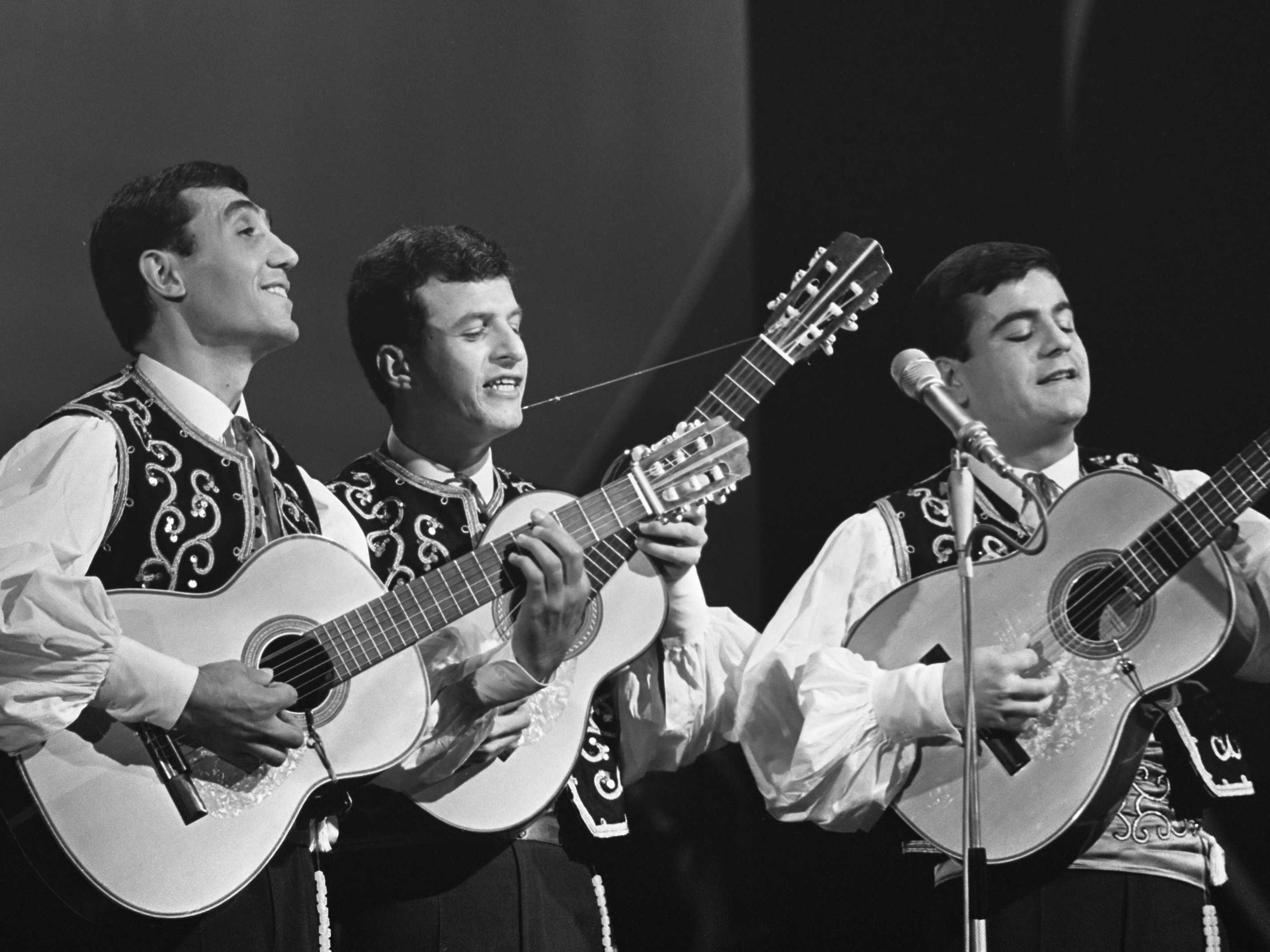
Grand Gala du Disque 1965; trio Hellenique (2 oktober 1965)

Trio Hellenique is een Grieks trio, dat zich specialiseert in de Griekse Sirtakimuziek, bewerkt voor een westers publiek. Ze zijn vooral bekend van de hit De dans van Zorba (uit 1965). Hun versie en die van Duo Akropolis en Mikis Theodorakis stonden samen genoteerd in de Veronica Top 40. Het had tot 3 april 2012 de hoogste gecombineerde notering met het grootste aantal punten ooit. Dat record werd pas 46 jaar later gebroken door de Vlaams-Australische act Gotye met het nummer Somebody That I Used to Know. In de Tijd Voor Teenagers Top 10 en de Parool Top 20, waarin de versies apart genoteerd stonden, waren ze veel minder succesvol. In 1974 werd La danse de Zorba opnieuw uitgebracht, met een bescheiden notering. Andere successen zijn onder andere Ni Nanai (hun eerste single), Efta Tragoudia, Varka Sto Yalo (Pinda Pinda), Siko Chorepse Syrtaki, Ta Dakria, Gerakina (Droom Droom), Ximeroni, Ta Pedia Tou Pirea (Never on Sunday), Girisse (door diskjockeys Ella Ella genoemd) en Nani Nani.
Trio Hellenique bestond uit Polis Efthimiadis, Basil Nikolaidis en Denis Kavalieratos. Ze verhuisden begin jaren 60 naar Parijs, en vestigden zich halverwege jaren 60 in Nederland, waar ze in die tijd zeer populair waren. Door de jaren heen zijn er een paar groepswisselingen geweest. In 1997 maakte het trio hun laatste cd Ella Ella. Het Trio Hellenique bestond toen uit Basil Nikolaidis, Ianis Rastopoulos en Dimitris Ligkos (Spiros). Ianis is er inmiddels mee gestopt en vervangen. Na 2008 is het aantal optredens aanzienlijk afgenomen. Vandaag de dag treden ze nog sporadisch op; meestal in Griekse restaurants, maar soms ook in thuisland Griekenland. Het Trio Hellenique wordt nogal eens voor dezelfde groep aangezien als Polis & Les Helleniques, maar dat was een andere band. Dit trio maakte in 1973 een versie van La danse de Zorba maar dat is geen single geweest. De zanger Polis was wel in beide groepen actief als zanger. Het Trio Hellenique bracht zo'n 30 lp's en cd's uit. Ze hebben succes gehad in heel Europa, maar ook in Canada.
Op de compilatie-cd 25 Jaar Top 40, waar La danse de Zorba van het Trio Hellenique op staat, werd per abuis de versie van Polis & Les Helleniques gezet. Deze versie is echter nooit op single uitgebracht. 

## Discografie

### Albums
| Album met eventuele hitnotering(en) in de Nederlandse Album Top 100 | Datum van verschijnen | Datum van binnenkomst | Hoogste positie | Aantal weken | Opmerkingen |
| ------------------------------------------------------------------- | --------------------- | --------------------- | --------------- | ------------ | ----------- |
| Olympus                                                             |                       | 3 september 1988      | 96              | 1            |             |

### Singles
| Single met eventuele hitnotering(en) in de Nederlandse Top 40 | Datum van verschijnen | Datum van binnenkomst | Hoogste positie | Aantal weken | Opmerkingen                                                         |
| ------------------------------------------------------------- | --------------------- | --------------------- | --------------- | ------------ | ------------------------------------------------------------------- |
| Ni nanai                                                      |                       | 9 januari 1965        | 17              | 11           |                                                                     |
| La danse de Zorba                                             |                       | 19 juni 1965          | 5               | 37           | Hit van het jaar 1965 / Op twee na grootste Top 40-hit aller tijden |
| Varka sto gialo                                               |                       | 13 november 1965      | 14              | 13           |                                                                     |
| Ella-ella (Girisse)                                           |                       | 11 juni 1966          | 24              | 9            |                                                                     |
| Zorba's dance (La danse de Zorba)                             |                       | 17 augustus 1974      | 28              | 3            | Alarmschijf                                                         |

### NPO Radio 2 Top 2000
| Nummer met noteringen in de NPO Radio 2 Top 2000 | '99  | '00  | '01  | '02  | '03-'04 | '05  |
| ------------------------------------------------ | ---- | ---- | ---- | ---- | ------- | ---- |
| De dans van Zorba                                | 1097 | 1371 | 1835 | 1944 | -       | 1923 |

1. ↑  Een '-' betekent dat het nummer niet was genoteerd en een vetgedrukt getal geeft de hoogste notering aan.
2. ↑  Deze tabel is bijgewerkt tot en met de laatste editie (2024).